# 憂愁 (梵谷)
《憂愁》（荷蘭語：Sorrow），或譯為《憂傷》，是文森·梵高於1882年完成的一幅畫作；兩年後，他決定以藝術創作為其志業。畫中人物是一位名叫Clasina Maria Hoornik（或稱Sien）的32歲懷孕女性。該作品是梵高在其漫長又有時不確定的學徒時期的高潮之作。
這幅畫屬於梵高以Sien Hoornik作為模特兒的系列作品之一；他曾在個人書信中提及這些作品是他“曾經畫過的最好的人體研究”。梵高在1882年7月的一封信中表述：“我想創作一些觸及某些人的繪畫，憂愁是一個小小的開始...那裏至少有些來自我心底的東西。”在Jacob Baart de la Faille的目錄raisonné中，該作品被給予編號F929a。

## 其他版本

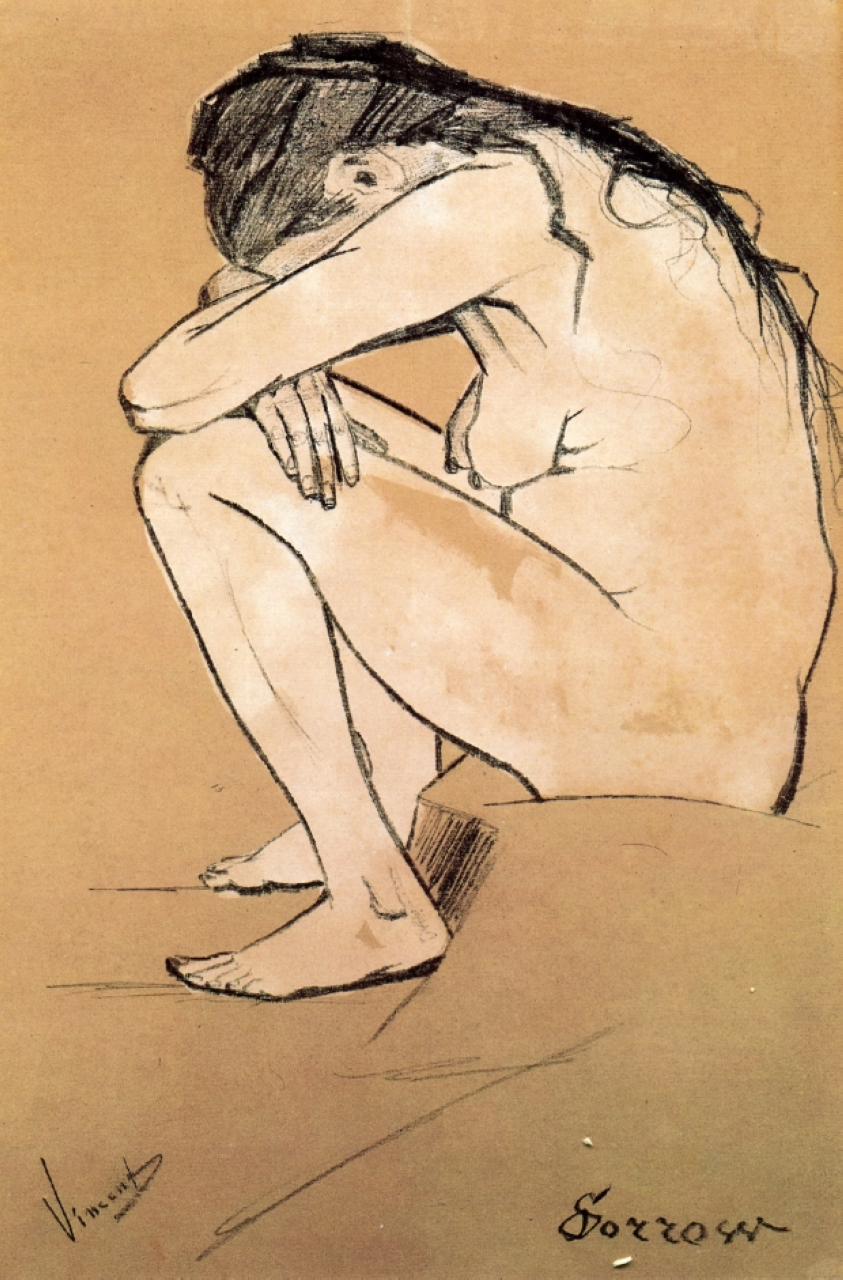
已遺失的版本 (F929)

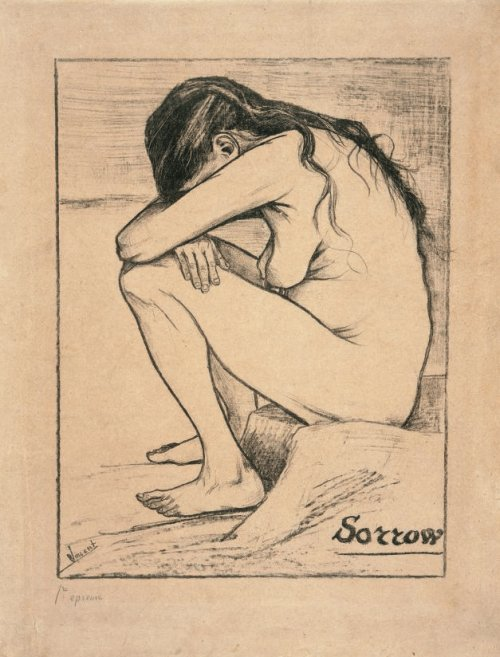
一個打印版本 (F 1655, JH 259)

## 連結
- Sorrow - Van Gogh Museum （页面存档备份，存于）
- Vincent van Gogh. Sorrow. November 1882 | MoMA （页面存档备份，存于）
- Vincent van Gogh to Theo van Gogh : 1 May 1882 （页面存档备份，存于）